# Ouled Addouane
Ouled Addouane est une commune de la wilaya de Sétif en Algérie.